# Combat de San Michele
Campagne d'Italie (1796-1797)
Batailles
Le combat de San Michele se déroule le 19 avril 1796 à San Michele Mondovì, dans le Piémont, et oppose la division française du général Jean Mathieu Philibert Sérurier à un corps piémontais commandé par le général Jean-Gaspard Dichat. L'affrontement se solde par une victoire sarde.

## Contexte
Pour un article plus général, voir Campagne d'Italie (1796-1797).
Au cours des premières batailles de la campagne d'Italie, Napoléon Bonaparte étrille l'armée autrichienne de Beaulieu et la refoule au nord-est, puis se retourne contre les Piémontais, à l'ouest. Le général Colli-Marchi tente d'enrayer la progression de son adversaire par des combats d'arrière-garde, comme à la bataille de Millesimo le 13 avril et à Ceva le 16. En dépit de ces difficultés, Bonaparte repousse l'armée sarde vers l'ouest en direction de la forteresse de Coni et des plaines du Piémont. Le 18 avril, Colli se retranche avantageusement derrière la rivière Corsaglia et attend l'arrivée des Français. Il laisse à son subordonné, le général Jean-Gaspard Dichat de Toisinge, le soin de défendre la position avec 8 000 soldats et 15 canons. 
De son côté, Bonaparte dépêche la division du général Jean Mathieu Philibert Sérurier devant San Michele et ordonne à la division Augereau de franchir le Tanaro pour flanquer la position sarde au nord. La division Masséna occupe les montagnes au nord de Ceva et menace les lignes de communications de Colli avec Turin, tandis que la cavalerie française du général Stengel se met en marche pour soutenir Sérurier. Pendant ce temps, les troupes du général Laharpe se contentent d'observer les mouvements des Autrichiens à Acqui Terme.

## Déroulement du combat

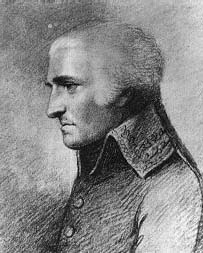
Le général de division Jean Mathieu Philibert Sérurier. Portrait du XIXe siècle.

Tout ne se passe pas cependant comme prévu pour les Français. Les soldats d'Augereau, bloqués par les hautes eaux et le feu de cinq pièces d'artillerie, ne peuvent franchir le Tanaro, et une attaque menée au matin par la division Sérurier sur le pont de San Michele est repoussée avec pertes. Peu après, les tirailleurs du général Guieu découvrent une passerelle enjambant la rivière au sud, près du hameau de Torre Mondovì. La brigade Guieu passe alors en force et enfonce le flanc droit de l'armée piémontaise. Les défenseurs refluent en désordre, ce qui permet à la brigade française Fiorella de traverser le pont à son tour et d'occuper la ville. Dans la confusion, Colli manque d'être fait prisonnier ; Dichat est capturé, mais il s'échappe après avoir corrompu son gardien.
Les troupes françaises, affamées, mal payées et indisciplinées, n'exploitent pas leur succès et se mettent à piller la ville. Une compagnie de grenadiers suisses servant dans l'armée sarde, profitant de la relâche des Français, reconquiert une partie de la ville. Une contre-attaque générale menée par Colli en début d'après-midi déloge la division Sérurier de San Michele, à l'exception de la brigade Guieu qui parvient à s'accrocher au terrain. L'historien britannique Martin Boycott-Brown estime les pertes françaises à environ 600 tués ou blessés, contre seulement 300 Piémontais.

## Conséquences et suites
Le jugement d'Abel Hugo sur les conséquences de la bataille est sans équivoque : « Tout le terrain qu'avait gagné Serrurier [sic] fut perdu par cet échec. Il dut revenir à Ceva, et les deux partis se retrouvèrent dans la même position que la veille ».
Le 20 avril, Bonaparte envoie en avant la division Masséna tandis que le reste des troupes se repose. Au nord, Beaulieu hésite à venir au secours de son allié. Dans la nuit du 20 avril, Colli décide de quitter sa position de Corsaglia et de se replier derrière la rivière Ellero, à Mondovi. Après avoir détruit les ponts et laissé leurs feux de camp allumés, les soldats de Colli se retirent dans la soirée. À minuit, Bonaparte, constatant le départ de ses adversaires, ordonne aussitôt la poursuite en utilisant un gué découvert par ses éclaireurs. Les Piémontais sont rattrapés et vaincus le lendemain à la bataille de Mondovi, ce qui les oblige à signer l'armistice de Cherasco le 28 avril 1796.